# Championnat soviétique de Formule 1
Le Championnat soviétique de Formule 1 est une compétition automobile de Formule libre qui a existé en URSS de manière sporadique, entre 1960 et 1976. 
Bien que non reconnu par la  CSI, ce championnat national, au même titre que celui d'Afrique du Sud ou de Grande Bretagne, obéissait au règlement fixé par les instances internationales de l'époque.

## Histoire
À la fin de la Seconde Guerre mondiale, l’URSS récupère de nombreux trophées en Allemagne et en Europe Centrale ; parmi ceux-ci, les missiles V2 qui serviront au programme spatial soviétique mais également des voitures de course. Ces voitures servent aux premières courses automobiles d’après-guerre. L’engouement des russes pour ces courses, associé au développement de l’industrie automobile soviétique, conduit le parti communiste à organiser des compétitions automobiles.
En 1960, l’URSS organise le premier Championnat soviétique de Formule 1 respectant les règles fixées par la Fédération internationale de l'automobile. Le but de l'URSS est de contester la suprématie du monde capitaliste dans le domaine de la course automobile. En 1961, la modification du règlement de Formule 1 par la FIA conduit à l’annulation du championnat en URSS et à son remplacement par une Formule Libre. En 1963, l’URSS organise à nouveau un championnat national de Formule 1 respectant les règles de la FIA.
Certaines Républiques socialistes soviétiques organisent des championnats nationaux ne comptant pas pour le championnat d’URSS. Ces championnats comportent généralement une seule course mais certains sont plus diversifiés, comme en 1965 lorsque l’Estonie organise un championnat de quatre courses. La même année, le  championnat soviétique n’en comporte que deux.
Le développement du bloc de l'Est et sa relative « ouverture » au monde occidental à la fin des années 1960 permettent aux pilotes d’importer plus facilement des châssis et des moteurs concourants en championnat du monde de Formule 1 et de Formule 3. Yuri Andrejev s'engager au volant d'un châssis italien De Sanctis de Formule 3, équipé d'un bloc moteur Ford Cosworth en 1970. Sa domination est si importante que le gouvernement crée une taxe exorbitante pour engager un châssis ou un moteur extérieur au bloc soviétique. Il est possible que cet évènement soit la cause d'un championnat réduit à une seule course cette année-là.
Après la saison 1976, l’URSS choisit de se détacher des règles fixées par la FIA et crée des Formules Libres avec ses propres règlements. Il faut attendre 2014 pour voir à nouveau des Formule 1 courir en Russie à l’occasion du 3e Grand Prix de Russie.

## Palmarès
| 1960      | Valery Shakhverdov | Russie-Leningrad   | HA 22-GAZ Volga          | 2                  | 1                  | 14                 |                    |                    |
| 1961-1962 | Pas de compétition | Pas de compétition | Pas de compétition       | Pas de compétition | Pas de compétition | Pas de compétition | Pas de compétition | Pas de compétition |
| 1963      | Yuri Chvirov       | Russie-Moscou      | Moskvich G4              | 2                  | 1                  | 16                 |                    |                    |
| 1964      | Georgy Surguchev   | Russie-Moscou      | Melkus 63 -Wartburg      | 2                  | 2                  | 20                 |                    |                    |
| 1965      | Victor Shavelev    | Russie-Moscou      | Moskvich G4A             | 3                  | 2*                 | 40                 |                    |                    |
| 1966      | Vladimir Bubnov    | Russie-Moscou      | Moskvich G4A             | 4                  | 0                  | 66                 |                    |                    |
| 1967      | Evgenyi Pavlov     | Russie-Leningrad   | ASK-GAZ Volga            | 2                  | 1                  | 178                |                    |                    |
| 1969      | Vadim Rzhechitski  | Russie-Moscou      | Moskvich G5              | 4                  | 0                  | 24                 |                    |                    |
| 1970      | Yuri Andrejev      | Russie-Moscou      | De Sanctis-Ford Cosworth | 1                  | 1                  | -                  |                    |                    |
| 1971      | Madis Laiv         | Estonie-Tallinn    | Estonia 16M-Moskvich     | 3                  | 2                  | 266                |                    |                    |
| 1972      | Yuri Terenetski    | Russie-Moscou      | Moskvich G5              | 3                  | 2                  | 284                |                    |                    |
| 1973      | Nikolaï Kazakov    | Russie-Moscou      | Moskvich G5              | 3                  | 1                  | 256                |                    |                    |
| 1974      | Henry Saarm        | Estonie-Tallinn    | Estonia 17-GAZ Volga     | 4                  | 3                  | ?                  |                    |                    |
| 1975      | Guram Dgebuadze    | Georgie-Tbilissi   | Estonia 16M-Moskvich     | 4                  | 2                  | ?                  |                    |                    |
| 1976      | Vladimir Grekov    | Russie-Krasnodar   | Estonia 18-VAZ           | 4                  | 3                  | 300                |                    |                    |

* Le vainqueur d'une des courses des saisons 1965 reste inconnu.

## Résultats

### 1960
| Date         | Circuit         | Lieu      | Vainqueur          | Voiture              |
| 29 août      | Nevskoye Koltso | Leningrad | Valery Shakhverdov | HA-GAZ Volga         |
| 11 septembre | Pirita Kose     | Tallinn   | Ludvig Körge       | Old Toomas-GAZ Volga |

### 1963
| Date       | Grand Prix  | Circuit | Vainqueur      | Voiture  |
| 28 juillet | Katsergiene | Kaunas  | Yuri Chvirov   | Moskvich |
| 4 août     | Borovaya    | Minsk   | Evgeny Veretov | Moskvich |

### 1964
| Date       | Grand Prix      | Circuit   | Vainqueur        | Voiture         |
| 26 juillet | Katsergiene     | Kaunas    | Georgy Surguchev | Melkus-Wartburg |
| 2 août     | Nevskoye Koltso | Leningrad | Georgy Surguchev | Melkus-Wartburg |

## Sources
- (ru) ussr-autosport.ru
- (en) Soviet Formula 1 Championship - Team DAN
- (lv)